# Соколенко, Владимир Григорьевич
Влади́мир Григо́рьевич Соколе́нко (род. 23 января 1953) — советский и российский дипломат. Чрезвычайный и полномочный посол (2023).

## Биография
Окончил Московский государственный институт международных отношений (МГИМО) МИД СССР (1980). Владеет английским, польским и французским языками. На дипломатической работе с 1980 года.
В 1997—2000 годах — начальник отдела Департамента — Исполнительного секретариата, Генерального секретариата (Департамента) МИД России.
В 2007—2018 годах — начальник отдела, заместитель директора Департамента внешнеполитического планирования МИД России.
С 1 февраля 2018 по 13 октября 2021 года — чрезвычайный и полномочный посол Российской Федерации в Республике Кабо-Верде.
С 26 октября 2022 года — чрезвычайный и полномочный посол Российской Федерации в Чаде.

## Дипломатический ранг
- Чрезвычайный и полномочный посланник 2 класса (14 декабря 2012)[3]
- Чрезвычайный и полномочный посланник 1 класса (8 июня 2020)[4].
- Чрезвычайный и полномочный посол (9 июня 2023)[5].